# Houla la !
Albums de Ludwig von 88
Houlala 2 :
La Mission
(1987)
Houla la ! est le premier album studio du groupe de punk rock français Ludwig von 88, paru en mars 1986.

## Liste des pistes
Lors de la sortie de l'album en 1986, seules les pistes 1 à 13 étaient présentes. Les pistes 14 à 16 furent ajoutées pour l'édition CD de 1989.
1. Houla la !
2. Pololop (les Iroquois à cheveux verts)
3. Lapin Billy s'en va-t'en guerre
4. Assez !
5. HLM
6. Sur la vie de mon père
7. Marche
8. Sur les sentiers de la gloire
9. On m'appelle
10. Bilbao (Panoramix)
11. Le Crapaud et la Princesse
12. Libanais raides
13. Bière et Punk
14. Des barbelés sur la prairie
15. Hurle (F comme [...])
16. Bilbao (live avec Roro des Satellites à la batterie)